# Philadelphia Opera Company (1908-1910)
Philadelphia Opera Company era il nome di due differenti compagnie d'opera statunitensi, attive durante il ventesimo secolo a Filadelfia, Pennsylvania. La prima fu fondata dall'Impresario teatrale Oscar Hammerstein I nel 1908. Questa società si sciolse solo due anni più tardi a causa di problemi finanziari. La seconda compagnia fu fondata dal direttore d'orchestra Sylvan Levin nel 1938 e fu attiva per sei anni prima di essere chiusa anch'essa nel 1944 sempre a causa di motivi finanziari.

## La Philadelphia Opera Company di Oscar Hammerstein: 1908-1910
Nel 1907 Oscar Hammerstein I assunse l'architetto William H. McElfatrick della ditta J.B. McElfatrick & Son per la progettazione di un nuovo teatro d'opera per la città di Filadelfia. Il progetto fu approvato nel 1908 e la Philadelphia Opera House fu costruita nel corso di pochi mesi al n. 858 di North Broad Street. La struttura fu costruita appositamente per l'ultima impresa artistica di Hammerstein, la sua nuova compagnia d'opera, la Philadelphia Opera Company (POC).
I cantanti di rilievo che si sono esibiti con la POC nel corso della sua breve storia comprendono Lina Cavalieri, Armand Crabbé, Giuseppe de Grazia, David Devriès, Hector Dufranne, Minnie Egener, Mary Garden, Alice Gentle, Jeanne Gerville-Réache, Charles Gilibert, Gustave Huberdeau, John McCormack, Carmen Melis, Maurice Renaud, Mario Sammarco, Marguerite Sylva, Emma Trentini, Emilio Venturini, Giovanni Zenatello e Nicola Zerola.